# Puccinia tumida
Puccinia tumida är en svampart som beskrevs av Grev. 1824. Puccinia tumida ingår i släktet Puccinia och familjen Pucciniaceae.   Inga underarter finns listade i Catalogue of Life.